# Racing Club de Roanne XIII
Actualités
Le Racing Club de Roanne XIII est un club français de rugby à XIII basé à Roanne et fondé en 1934.
Le club est l'un des pionniers du rugby à XIII français dont il va être le moteur à diverses reprises sous l'impulsion de la présidence d'un homme : Claudius Devernois. Il s'impose comme l'un des clubs les victorieux avant la Seconde Guerre mondiale en remportant la Coupe de France en 1938 et le Championnat de France en 1939, et compte dans ses rangs de noms prestigieux tels Jean Dauger, Max Rousié, Robert Samatan, Léopold Servole, Joseph Carrère, Henri Gibert et Jean Bellan, tous internationaux dont l'équipe de France en est bénéficiaire remportant la Coupe d'Europe des nations 1939. Au lendemain de la Seconde Guerre mondiale, le club retrouve le chemin du succès en remportant le Championnat de France en 1947 et 1948, avec une nouvelle génération tout aussi performante que la précédente contenant Joseph Crespo, René Duffort, Élie Brousse, Pierre Taillantou,  Jean Barreteau et Raymond Contrastin avant d'être happé par le voisin Lyon mais profitant à l'équipe de France qui réalise une historique Tournée en Australie. Une troisième période dorée intervient à la fin des années 1960 avec les performances de Jean Barthe, Aldo Quaglio, Maurice Voron, Robert Eramouspé, Francis Lévy, Gérard Bélivaud et Claude Mantoulan récupérant un quatrième titre de Championnat en 1960.
Le retour revient au premier entre 1973 et 1983 avec pour point d'orgue une demi-finale de Coupe de France en 1977 où le club est porté par Joseph Giné et Christian Lassale. Il retrouve la première division entre 1987-1988 une dernière fois au cours de sa riche histoire avant de se situer dans des divisions inférieures et contraint à l'amateurisme.

## Palmarès
| Championnat de France                                              | Coupe de France                                   | Championnat de France de deuxième division            |
| ------------------------------------------------------------------ | ------------------------------------------------- | ----------------------------------------------------- |
| - Champion (4) : 1939, 1947, 1948 et 1960. - Finaliste (1) : 1961. | - Vainqueur (2) : 1938 et 1962. - Finaliste (0) : | - Vainqueur (1) : 1986 - Finaliste (2) : 1971 et 1984 |

## Histoire

### 1934: création du club qui devient l'équipe phare du Championnat de France
Le RC Roanne fait partie des neuf clubs considérés comme membres fondateurs de la Ligue française de rugby à XIII en 1934.
André Passamar, rédacteur de Treize Magazine,  écrit à propos du club en 1984: « Le prestige de ce club reste indissolublement lié à celui d'un dirigeant exceptionnel, Claude Devernois, qui devait ensuite prendre la présidence de la Fédération ». 
Roanne, avant-guerre,  réunit sous sa bannière de grands attaquants comme Max Rousié ou Jean Dauger. L'aventure se poursuit après la Libération et jusque dans les années soixante.

### 1949: Déménagement de l'équipe première à Lyon
Le R.C. Roanne connaît un grand bouleversement dans cette intersaison. Son président, Claudius Devernois, qui porte financièrement depuis quinze années le club, constate le non équilibre du budget qu'il alimente chaque saison. Il se voit également confronté à un mécontentement de son management et les recettes à la billetterie sont en deçà des objectifs. En lien avec la Fédération française, il est invité à concentrer ses efforts sur la région lyonnaise et de reprendre le club de l'U.S. Lyon-Villeurbanne situé dans un « agglomération à recettes ». Il acte ce transfert en septembre 1949 et emmène avec lui de nombreux joueurs. Joseph Crespo le suit à l'instar de Jean Audoubert, René Duffort, Pierre Taillantou et Henri Riu, et de leur entraîneur Robert Samatan. La constitution de ce nouveau club avec l'intégration de nombreux joueurs pose question de savoir si une homogénéité sera facile à obtenir. Le R.C. Roanne conserve alors une équipe qui continue en seconde division avec Roger Pouy comme entraîneur.

### 1977: Epopée en Coupe de France
Lors de la saison 1977, le club prend part à la Coupe de France 1977 où leur parcours les emmène en demi-finale après avoir réussi l'exploit d'écarter Toulouse en quart-de-finale 21-15. Cette demi-finale se déroule à Avignon et le club compte dans ses rangs Christian Lassale, Joseph Giné, le demi de mêlée Guy Bartianelli, les ailiers Laffargue (ex-Tonneins), Béranger (ex-Marseille) et Parro face à grand favori Carcassonne, champion de France en titre. Roanne ne réalise toutefois pas l'exploit de les battre pour se qualifier en finale en perdant 34-12 où un fait d'arbitrage sur un essai non validé par Bartianelli les laisse amer.

## Personnalités historiques du club

### Présidents
| Rang | Pays | Nom                | Période     |    | Rang | Pays                         | Nom         | Période     |
| ---- | ---- | ------------------ | ----------- | -- | ---- | ---------------------------- | ----------- | ----------- |
| 1    |      | M. Place           | 1934 - 1935 |    | 9    |                              | M. Calsat   | 1981 - 1983 |
| 2    |      | Claudius Devernois | 1936 - 1950 | 10 |      | M. Guilera & M. Gaune        | 1983 - 1985 |             |
| 3    |      | M. Figeac          | 1952 - 1954 | 11 |      | M. Brossard & Bernard Vizier | 1985 - 1989 |             |
| 4    |      | M. Besson          | 1954 - 1957 | 12 |      | M. Brossard                  | 1989 - 1990 |             |
| 5    |      | Claudius Devernois | 1957 - 1960 | 13 |      | M. Abadie                    | 1992 - 1993 |             |
| 6    |      | Jacques Gotheron   | 1960 - 1964 | 14 |      | Bernard Vizier               | 1993 - 1996 |             |
| 7    |      | M. Sigoure         | 1968 - 1971 | 15 |      | M. Guilera & Bernard Vizier  | 1996 - 2003 |             |
| 8    |      | M. Millet          | 1971 - 1981 | 16 |      | Bernard Vizier               | 2003 - 2004 |             |

### Entraîneurs
| Rang | Pays | Nom                       | Période     |    | Rang | Pays                                 | Nom         | Période     |
| ---- | ---- | ------------------------- | ----------- | -- | ---- | ------------------------------------ | ----------- | ----------- |
| 1    |      | Charles Petit             | 1934 - 1935 |    | 16   |                                      | S. Lane     | 1984 - 1985 |
| 2    |      | Jean Duhau                | 1935 - 1937 | 17 |      | F. Rodriguez & B. Jacquoletto        | 1985 - 1987 |             |
| 3    |      | René Arotça               | 1938 - 1939 | 18 |      | K. Shine                             | 1987 - 1988 |             |
| 4    |      | Jean Duhau                | 1945 - 1946 | 19 |      | Guy Bastianelli & Gérard Bastianelli | 1991 - 1992 |             |
| 5    |      | Robert Samatan            | 1946 - 1949 | 20 |      | G. Parro                             | 1992 - 1994 |             |
| 6    |      | Armand Figeac             | 1949 - 1950 | 21 |      | Jean-Paul Dumas                      | 1994 - 1996 |             |
| 7    |      | Armand Figeac & Guy Augey | 1952 - 1958 | 22 |      | Tim Eggert                           | 1996 - 1997 |             |
| 8    |      | Guy Augey                 | 1958 - 1959 | 23 |      | J. Girones                           | 1997 - 1999 |             |
| 9    |      | René Duffort              | 1959 - 1962 | 24 |      | F. Rodriguez                         | 1999 - 2002 |             |
| 10   |      | Gérard Dautant            | 1962 - 1964 | 25 |      | O. Loau                              | 2002 - 2003 |             |
| 11   |      | Jacques Fernandez         | 1968 - 1972 | 26 |      | G. Parro                             | 2003 - 2004 |             |
| 12   |      | Gérard Bélivaud           | 1972 - 1976 |    |      |                                      |             |             |
| 13   |      | Bernard Vizier            | 1976 - 1982 |    |      |                                      |             |             |
| 14   |      | Didier Paludetto          | 1982 - 1983 |    |      |                                      |             |             |
| 15   |      | Bernard Vizier            | 1983 - 1984 |    |      |                                      |             |             |

### Joueurs emblématiques
• René Poizat
- René Arotça
- Jean Audoubert
- Guy Augey
- Antonin Barbazanges
- Jean Barreteau
- Lucien Barris
- Jean Barthe
- Gérard Bélivaud
- Jean Bellan
- Élie Brousse
- Joseph Carrère
- Eugène Chaud
- Gaston Comes
- Raymond Contrastin
- Joseph Crespo
- Jean Dauger
- Robert Dauger
- Gérard Dautant
- Henri Dechavanne
- René Duffort
- Jean Duhau
- Édouard Duseigneur
- Robert Eramouspé
- Serge Estiau
- Armand Figeac
- Bernard Gayé
- Gabriel Genoud
- Henri Gibert
- Louis Gibert
- Joseph Giné
- Joseph Griffard
- André Hiriart
- Robert Joly
- Joseph Krawczyk
- Jean Ladeuich
- Charles Lamarque
- Christian Lassale
- Francis Lévy
- Claude Mantoulan
- Vincent Martimpé-Gallart
- Antoine Montcel
- Alain Perducat
- Aldo Quaglio
- Henri Riu
- Max Rousié
- Jean Rouqueirol
- Robert Samatan
- Léopold Servole
- Charles Petit
- Paul Piany
- Pierre Taillantou
- Bernard Vizier
- Maurice Voron

## Bilan du club toutes saisons et toutes compétitions confondues
| Année | Année                                      | Saison régulière                           | Saison régulière                           | Saison régulière                           | Saison régulière                           | Saison régulière                           | Saison régulière                           | Saison régulière                           | Saison régulière                           | Phase finale                               | Phase finale                               | Phase finale                               | Phase finale                               | Phase finale                               | Phase finale                               | Phase finale                               | Coupe              |
| Année | Année                                      | Class.                                     | Points                                     | MJ                                         | V.                                         | N.                                         | D.                                         | Pp.                                        | Pc.                                        | Perf.                                      | MJ                                         | V.                                         | N.                                         | D.                                         | Pp.                                        | Pc.                                        | Performance        |
| Championnat de France de première division                                                                           | Championnat de France de première division | Championnat de France de première division | Championnat de France de première division | Championnat de France de première division | Championnat de France de première division | Championnat de France de première division | Championnat de France de première division | Championnat de France de première division | Championnat de France de première division | Championnat de France de première division | Championnat de France de première division | Championnat de France de première division | Championnat de France de première division | Championnat de France de première division | Championnat de France de première division | Championnat de France de première division | Coupe de France    |
| 1935 | 1935                                       | 4e                                         | 40                                         | 16                                         | 12                                         | 0                                          | 4                                          | ?                                          | ?                                          | pas de phase finale                        | pas de phase finale                        | pas de phase finale                        | pas de phase finale                        | pas de phase finale                        | pas de phase finale                        | pas de phase finale                        | Quart de finale    |
| 1936 | 1936                                       | 1er                                        | 28                                         | 10                                         | 9                                          | 0                                          | 1                                          | ?                                          | ?                                          | Demi-finale                                | 2                                          | 1                                          | 0                                          | 1                                          | 31                                         | 27                                         | Demi-finale        |
| 1937 | 1937                                       | 3e                                         | 40                                         | 18                                         | ?                                          | ?                                          | ?                                          | ?                                          | ?                                          | Demi-finale                                | 1                                          | 0                                          | 0                                          | 1                                          | 10                                         | 21                                         | Quart de finale    |
| 1938 | 1938                                       | 2e                                         | 43                                         | 18                                         | 12                                         | 1                                          | 5                                          | 431                                        | 177                                        | Demi-finale                                | 2                                          | 1                                          | 0                                          | 1                                          | 22                                         | 8                                          | Vainqueur          |
| 1939 | 1939                                       | 1er                                        | 65                                         | 24                                         | 20                                         | 1                                          | 3                                          | 531                                        | 216                                        | Champion                                   | 2                                          | 2                                          | 0                                          | 0                                          | 33                                         | 8                                          | Quart de finale    |
| 1941 à 1944 - Le Rugby à XIII est interdit fin octobre 1940 par le Gouvernement de Vichy et sa Révolution nationale. |                                            |                                            |                                            |                                            |                                            |                                            |                                            |                                            |                                            |                                            |                                            |                                            |                                            |                                            |                                            |                                            |                    |
| 1945 | 1945                                       | Non présent                                |                                            |                                            |                                            |                                            |                                            |                                            |                                            | ?                                          |                                            |                                            |                                            |                                            |                                            |                                            | ?                  |
| 1946 | 1946                                       | 4e                                         |                                            |                                            |                                            |                                            |                                            |                                            |                                            | Demi-finale                                | 1                                          | 0                                          | 0                                          | 1                                          | 3                                          | 15                                         | Demi-finale        |
| 1947 | 1947                                       | 1er                                        |                                            |                                            |                                            |                                            |                                            |                                            |                                            | Champion                                   | 2                                          | 2                                          | 0                                          | 0                                          | ?                                          | ?                                          | Quart de finale    |
| 1948 | 1948                                       | 2e                                         | 66                                         | 26                                         | ?                                          | ?                                          | ?                                          | ?                                          | ?                                          | Champion                                   | 2                                          | 2                                          | 0                                          | 0                                          | 19                                         | 13                                         | Quart de finale    |
| 1949 | 1949                                       | 2e                                         | 57                                         | 22                                         | ?                                          | ?                                          | ?                                          | ?                                          | ?                                          | Demi-finale                                | 1                                          | 0                                          | 0                                          | 1                                          | 0                                          | 22                                         | Demi-finale        |
| 1950 | 1950                                       | Non présent                                |                                            |                                            |                                            |                                            |                                            |                                            |                                            | ?                                          |                                            |                                            |                                            |                                            |                                            |                                            | ?                  |
| 1951 | 1951                                       | Non présent                                |                                            |                                            |                                            |                                            |                                            |                                            |                                            | ?                                          |                                            |                                            |                                            |                                            |                                            |                                            | ?                  |
| 1952 | 1952                                       | Non présent                                |                                            |                                            |                                            |                                            |                                            |                                            |                                            | ?                                          |                                            |                                            |                                            |                                            |                                            |                                            | ?                  |
| 1953 | 1953                                       | Non présent                                |                                            |                                            |                                            |                                            |                                            |                                            |                                            | ?                                          |                                            |                                            |                                            |                                            |                                            |                                            | ?                  |
| 1954 | 1954                                       | Non présent                                |                                            |                                            |                                            |                                            |                                            |                                            |                                            | ?                                          |                                            |                                            |                                            |                                            |                                            |                                            | ?                  |
| 1955 | 1955                                       | Non présent                                |                                            |                                            |                                            |                                            |                                            |                                            |                                            | ?                                          |                                            |                                            |                                            |                                            |                                            |                                            | ?                  |
| 1956 | 1956                                       | Non présent                                |                                            |                                            |                                            |                                            |                                            |                                            |                                            | ?                                          |                                            |                                            |                                            |                                            |                                            |                                            | ?                  |
| 1957 | 1957                                       | Non présent                                |                                            |                                            |                                            |                                            |                                            |                                            |                                            | ?                                          |                                            |                                            |                                            |                                            |                                            |                                            | ?                  |
| 1958 | 1958                                       | ?                                          |                                            |                                            |                                            |                                            |                                            |                                            |                                            | Non qualifié                               |                                            |                                            |                                            |                                            |                                            |                                            | Huitième de finale |
| 1959 | 1959                                       | 5e                                         | 52                                         | 22                                         |                                            |                                            |                                            |                                            |                                            | Quart-de-finale                            | 1                                          | 0                                          | 0                                          | 1                                          | 6                                          | 44                                         | Quart-de-finale    |
| 1960 | 1960                                       | 4e                                         | 61                                         | 25                                         |                                            |                                            |                                            |                                            |                                            | Champion                                   | 2                                          | 2                                          | 0                                          | 0                                          | 36                                         | 26                                         | Quart-de-finale    |
| 1961 | 1961                                       | 1er                                        | 66                                         | 24                                         |                                            |                                            |                                            |                                            |                                            | Finaliste                                  | 3                                          | 2                                          | 0                                          | 1                                          | 24                                         | 13                                         | Demi-finale        |
| 1962 | 1962                                       | 2e                                         | 59                                         | 24                                         |                                            |                                            |                                            |                                            |                                            | Quart-de-finale                            | 1                                          | 0                                          | 0                                          | 1                                          | 7                                          | 8                                          | Vainqueur          |
| 1963 | 1963                                       | 2e                                         | 60                                         |                                            |                                            |                                            |                                            |                                            |                                            | Demi-finale                                | 2                                          | 1                                          | 0                                          | 1                                          | 13                                         | 21                                         | Quart-de-finale    |
| 1964 | 1964                                       | 5e                                         | 62                                         |                                            |                                            |                                            |                                            |                                            |                                            | Quart-de-finale                            | 1                                          | 0                                          | 0                                          | 1                                          | 6                                          | 9                                          | ?                  |
| 1965 | 1965                                       | Non présent                                |                                            |                                            |                                            |                                            |                                            |                                            |                                            | ?                                          |                                            |                                            |                                            |                                            |                                            |                                            | ?                  |
| 1966 | 1966                                       | Non présent                                |                                            |                                            |                                            |                                            |                                            |                                            |                                            | ?                                          |                                            |                                            |                                            |                                            |                                            |                                            | ?                  |
| 1967 | 1967                                       | Non présent                                |                                            |                                            |                                            |                                            |                                            |                                            |                                            | ?                                          |                                            |                                            |                                            |                                            |                                            |                                            | ?                  |
| 1968 | 1968                                       | Non présent                                |                                            |                                            |                                            |                                            |                                            |                                            |                                            | ?                                          |                                            |                                            |                                            |                                            |                                            |                                            | ?                  |
| 1969 | 1969                                       | Non présent                                |                                            |                                            |                                            |                                            |                                            |                                            |                                            | ?                                          |                                            |                                            |                                            |                                            |                                            |                                            | ?                  |
| 1970 | 1970                                       | Non présent                                |                                            |                                            |                                            |                                            |                                            |                                            |                                            | ?                                          |                                            |                                            |                                            |                                            |                                            |                                            | ?                  |
| 1971 | 1971                                       | Non présent                                |                                            |                                            |                                            |                                            |                                            |                                            |                                            | ?                                          |                                            |                                            |                                            |                                            |                                            |                                            | ?                  |
| 1972 | 1972                                       | Non présent                                |                                            |                                            |                                            |                                            |                                            |                                            |                                            | ?                                          |                                            |                                            |                                            |                                            |                                            |                                            | Quart-de-finale    |
| 1973 | 1973                                       | 17e                                        | 38                                         | 22                                         |                                            |                                            |                                            |                                            |                                            | Non qualifié                               |                                            |                                            |                                            |                                            |                                            |                                            | ?                  |
| 1974 | 1974                                       | 11e                                        | ?                                          | ?                                          |                                            |                                            |                                            |                                            |                                            | Non qualifié                               |                                            |                                            |                                            |                                            |                                            |                                            | Huitième de finale |
| 1975 | 1975                                       | 18e                                        |                                            |                                            |                                            |                                            |                                            |                                            |                                            | ?                                          |                                            |                                            |                                            |                                            |                                            |                                            | Huitième de finale |
| 1976 | 1976                                       | 19e                                        |                                            |                                            |                                            |                                            |                                            |                                            |                                            | ?                                          |                                            |                                            |                                            |                                            |                                            |                                            | ?                  |
| 1977 | 1977                                       | 16e                                        |                                            |                                            |                                            |                                            |                                            |                                            |                                            | ?                                          |                                            |                                            |                                            |                                            |                                            |                                            | Demi-finale        |
| 1978 | 1978                                       | 10e                                        | ?                                          | ?                                          |                                            |                                            |                                            |                                            |                                            | Non qualifié                               |                                            |                                            |                                            |                                            |                                            |                                            | Huitième de finale |
| 1979 | 1979                                       | 7e                                         | ?                                          | ?                                          |                                            |                                            |                                            |                                            |                                            | Non qualifié                               |                                            |                                            |                                            |                                            |                                            |                                            | Quart-de-finale    |
| 1980 | 1980                                       | 5e                                         | ?                                          | ?                                          |                                            |                                            |                                            |                                            |                                            | Quart-de-finale                            | 1                                          | 0                                          | 0                                          | 0                                          | 12                                         | 17                                         | Huitième de finale |
| 1981 | 1981                                       | 7e                                         | ?                                          | ?                                          |                                            |                                            |                                            |                                            |                                            | Non qualifié                               |                                            |                                            |                                            |                                            |                                            |                                            | Huitième de finale |
| 1982 | 1982                                       | 9e                                         | ?                                          | ?                                          |                                            |                                            |                                            |                                            |                                            | Non qualifié                               |                                            |                                            |                                            |                                            |                                            |                                            | Huitième de finale |
| 1983 | 1983                                       | 13e                                        | ?                                          | ?                                          |                                            |                                            |                                            |                                            |                                            | Non qualifié                               |                                            |                                            |                                            |                                            |                                            |                                            | Huitième de finale |
| 1984 | 1984                                       | Non présent                                |                                            |                                            |                                            |                                            |                                            |                                            |                                            | ?                                          |                                            |                                            |                                            |                                            |                                            |                                            | Huitième de finale |
| 1985 | 1985                                       | Non présent                                |                                            |                                            |                                            |                                            |                                            |                                            |                                            | ?                                          |                                            |                                            |                                            |                                            |                                            |                                            | ?                  |
| 1986 | 1986                                       | Non présent                                |                                            |                                            |                                            |                                            |                                            |                                            |                                            | ?                                          |                                            |                                            |                                            |                                            |                                            |                                            | ?                  |
| 1987 | 1987                                       | 11e                                        | 30                                         | 22                                         |                                            |                                            |                                            |                                            |                                            | Non qualifié                               |                                            |                                            |                                            |                                            |                                            |                                            | Huitième de finale |
| 1988 | 1988                                       | 12e                                        | 28                                         | 22                                         |                                            |                                            |                                            |                                            |                                            | Non qualifié                               |                                            |                                            |                                            |                                            |                                            |                                            | ?                  |
| 1989 | 1989                                       | Non présent                                |                                            |                                            |                                            |                                            |                                            |                                            |                                            | ?                                          |                                            |                                            |                                            |                                            |                                            |                                            | ?                  |
| 1990 | 1990                                       | Non présent                                |                                            |                                            |                                            |                                            |                                            |                                            |                                            | ?                                          |                                            |                                            |                                            |                                            |                                            |                                            | ?                  |
| 1991 | 1991                                       | Non présent                                |                                            |                                            |                                            |                                            |                                            |                                            |                                            | ?                                          |                                            |                                            |                                            |                                            |                                            |                                            | ?                  |
| 1992 | 1992                                       | Non présent                                |                                            |                                            |                                            |                                            |                                            |                                            |                                            | ?                                          |                                            |                                            |                                            |                                            |                                            |                                            | ?                  |
| 1993 | 1993                                       | Non présent                                |                                            |                                            |                                            |                                            |                                            |                                            |                                            | ?                                          |                                            |                                            |                                            |                                            |                                            |                                            | ?                  |
| 1994 | 1994                                       | Non présent                                |                                            |                                            |                                            |                                            |                                            |                                            |                                            | ?                                          |                                            |                                            |                                            |                                            |                                            |                                            | ?                  |
| 1995 | 1995                                       | Non présent                                |                                            |                                            |                                            |                                            |                                            |                                            |                                            | ?                                          |                                            |                                            |                                            |                                            |                                            |                                            | Quart-de-finale    |
| 1996 | 1996                                       | Non présent                                |                                            |                                            |                                            |                                            |                                            |                                            |                                            | ?                                          |                                            |                                            |                                            |                                            |                                            |                                            | ?                  |
| 1997 | 1997                                       | Non présent                                |                                            |                                            |                                            |                                            |                                            |                                            |                                            | ?                                          |                                            |                                            |                                            |                                            |                                            |                                            | ?                  |
| 1998 | 1998                                       | Non présent                                |                                            |                                            |                                            |                                            |                                            |                                            |                                            | ?                                          |                                            |                                            |                                            |                                            |                                            |                                            | 2e tour            |
| 1999 | 1999                                       | Non présent                                |                                            |                                            |                                            |                                            |                                            |                                            |                                            | ?                                          |                                            |                                            |                                            |                                            |                                            |                                            | ?                  |
| 2000 | 2000                                       | Non présent                                |                                            |                                            |                                            |                                            |                                            |                                            |                                            | ?                                          |                                            |                                            |                                            |                                            |                                            |                                            | Huitième de finale |
| 2001 | 2001                                       | Non présent                                |                                            |                                            |                                            |                                            |                                            |                                            |                                            | ?                                          |                                            |                                            |                                            |                                            |                                            |                                            | ?                  |
| 2002 | 2002                                       | Non présent                                |                                            |                                            |                                            |                                            |                                            |                                            |                                            | ?                                          |                                            |                                            |                                            |                                            |                                            |                                            | ?                  |
| 2003 | 2003                                       | Non présent                                |                                            |                                            |                                            |                                            |                                            |                                            |                                            | ?                                          |                                            |                                            |                                            |                                            |                                            |                                            | Huitième de finale |
| 2004 | 2004                                       | Non présent                                |                                            |                                            |                                            |                                            |                                            |                                            |                                            | ?                                          |                                            |                                            |                                            |                                            |                                            |                                            | ?                  |
| 2005 | 2005                                       | Non présent                                |                                            |                                            |                                            |                                            |                                            |                                            |                                            | ?                                          |                                            |                                            |                                            |                                            |                                            |                                            | ?                  |
| 2006 | 2006                                       | Non présent                                |                                            |                                            |                                            |                                            |                                            |                                            |                                            | ?                                          |                                            |                                            |                                            |                                            |                                            |                                            | ?                  |
| 2007 | 2007                                       | Non présent                                |                                            |                                            |                                            |                                            |                                            |                                            |                                            | ?                                          |                                            |                                            |                                            |                                            |                                            |                                            | ?                  |
| 2008 | 2008                                       | Non présent                                |                                            |                                            |                                            |                                            |                                            |                                            |                                            | ?                                          |                                            |                                            |                                            |                                            |                                            |                                            | ?                  |
| 2009 | 2009                                       | Non présent                                |                                            |                                            |                                            |                                            |                                            |                                            |                                            | ?                                          |                                            |                                            |                                            |                                            |                                            |                                            | ?                  |
| 2010 | 2010                                       | Non présent                                |                                            |                                            |                                            |                                            |                                            |                                            |                                            | ?                                          |                                            |                                            |                                            |                                            |                                            |                                            | Non inscrit        |
| 2011 | 2011                                       | Non présent                                |                                            |                                            |                                            |                                            |                                            |                                            |                                            | ?                                          |                                            |                                            |                                            |                                            |                                            |                                            | Non inscrit        |